# Audio-Technica

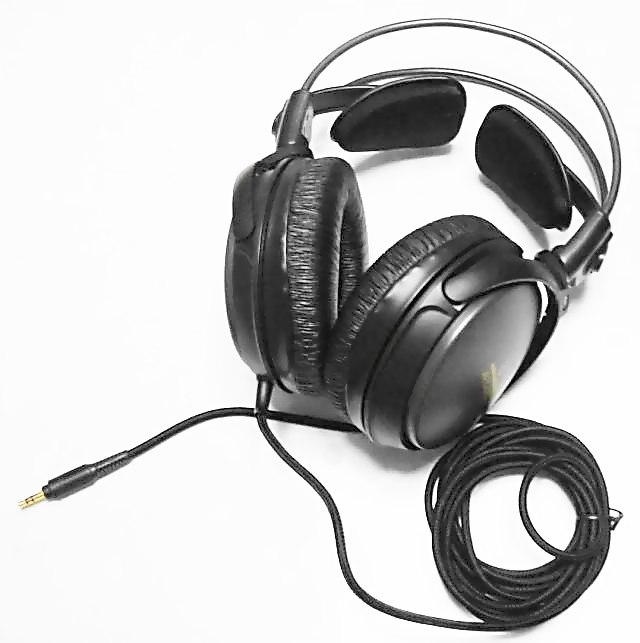
Sluchátka ATH-A500

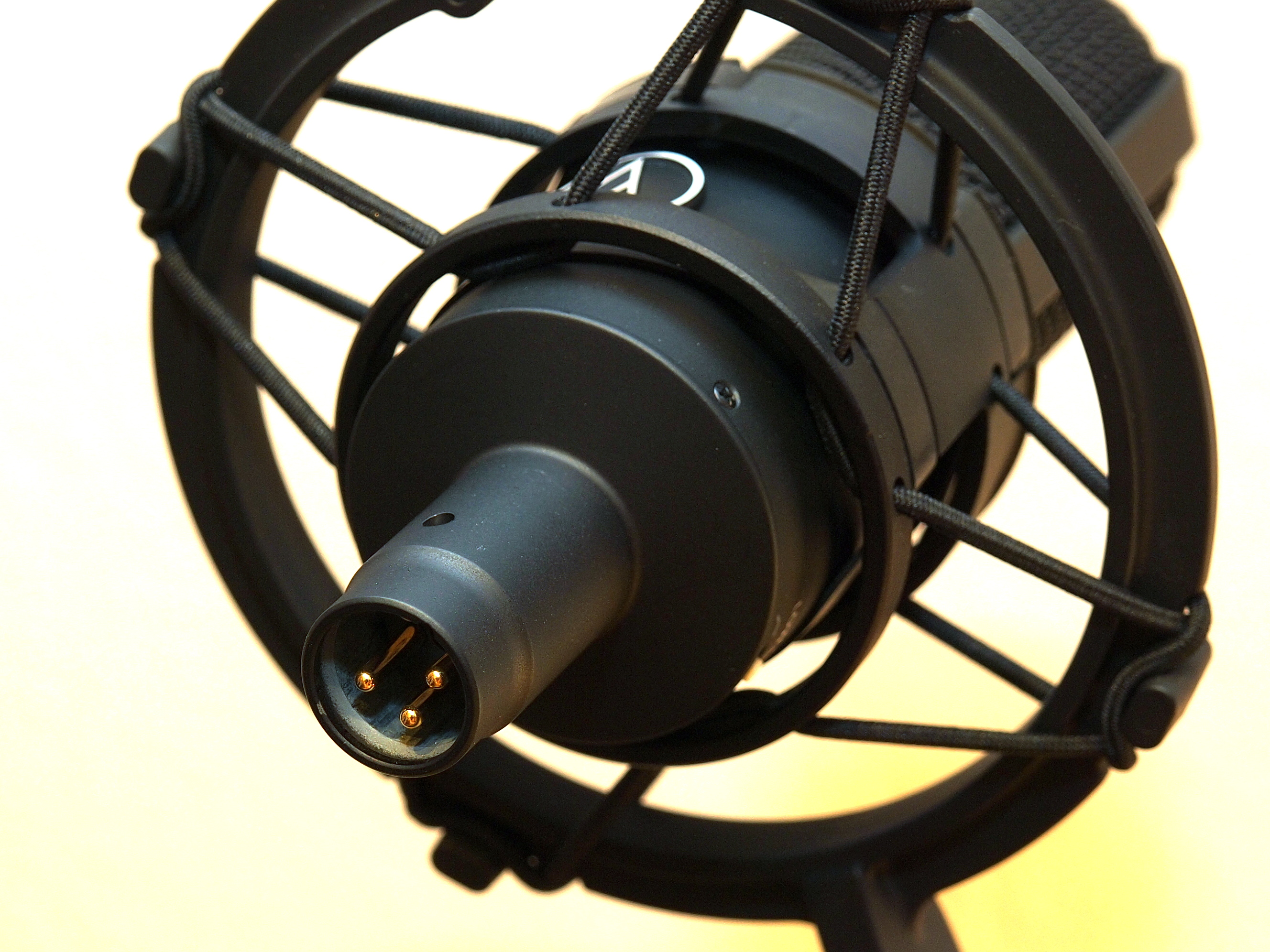
Studiový velkomembránový mikrofon značky Audio-Technica

Audio-Technica je firma zaměřená na navrhování a produkci audiotechnických výrobků; byla založena v Šindžuku (Tokio, Japonsko) roku 1962. Zakladatelem byl Hideo Matsushita. V současnosti náleží mezi špičky ve výrobě a designu mikrofonů, sluchátek a dalších produktů z oblasti technologie a zvuku.

## Z historie firmy Audio-Technica
Takřka okamžitě po svém vzniku, v roce 1962, firma Audio-Technica získala věhlas díky kvalitním gramofonovým přenoskám. Audio-Technica se pustila do výroby prvních mikrofonů na konci sedmdesátých let 20. století. V roce 1986 se objevil první bezdrátový mikrofon od této firmy, což ji zařadilo mezi první výrobce.
Později se představila kvalitními mikrofony, mezi kterými byly i elektretové, dynamické, kondenzátorové, studiové páskové či dvojité nástrojové mikrofony. Audio-Technica se rovná vysokému SPL, což znamená vhodnou volbu pro snímání strunných a perkusních nástrojů. Hudebníci si značku oblíbili při živých vystoupeních – barový muzikant, hudební skupiny na koncertě, nahrávací studio, produkční společnost a jiní hudebníci.
Audio-Technica je držitelem různých ocenění. Nechybí cena Readers´Choice Awards. Technika se využívá během důležitých akcí a přenosů. Jednalo se například o Letní Olympijské hry v Athénách, v Sydney a v Atlantě, Zimní Olympijské hry Salt Lake City, Super Bowl, Světový pohár ve fotbalu nebo Hry Commonwealthu.
Dnes patří do sortimentu firmy nejen kvalitní mikrofony, ale i měniče, různé elektronické a bezdrátové systémy a sluchátka.

## Důležitá historická data firmy Audio-Technica
- 1962 – Založena firma Audio-Technica Corporation v japonském Tokiu, zakladatelem byl Hideo Matsushita. V tomto roce vznikly gramofonové přenosky AT-1 a AT-3 MM[4]
- 1969 – Začalo se s exportem gramofonových přenosek do celého světa. V tomto roce byly uvedeny na trh první rekordéry na mikrokazety.[4]
- 1971 – Patenty pro VM gramofonové přenosky v USA a Velké Británii.[4]
- 1974 – Audio-Technica vyvinula a začala prodávat stereo sluchátka AT-700[4]
- 1974 – AT-15E VM gramofonová přenoska získala ocenění ve své kategorii v soutěži Stereo Components Grand Prix, poté si mohla připsat i další ocenění.[4]
- 1986 – Firma představila bezdrátový system mikrofonů[1]
- 1990 – V Japonské Národní astronomické observatoři byla instalována rádiová observatoř[1]
- 1991 – Audio Engineering Society společnost zvolila nejlepším mikrofonem roku AT4033[1]
- 2012 – Audio-Technica slaví padesáté výročí[1]

## Audio-Technica sluchátka
Firma nabízí sluchátka s čistým zvukem a maximálním pohodlí pro nošení. Vyrovnaný zvuk zajišťuje poslech detailů vokálů a hudby již během nízké hlasitosti. Uzavřená sluchátka obstarávají útlum okolních zvuků. Audio-Technica se zaměřuje na profesionální studiová, domácí a přenosná skládací sluchátka. Zahrnuje referenční studiová sluchátka, sluchátka s mikrofonem, hi-fi sluchátka, pro DJ i Active noise cancelling sluchátka.